# معهد نيدهام للبحوث

## طب وباتشيك
معهد نيدهام للبحوث أو NRI (الصينية: 李約瑟研究所)، وتقع على أرض كلية روبنسون، في كامبريدج، انكلترا، هو مركز للبحوث في تاريخ العلوم والتكنولوجيا والطب في شرق آسيا. وقد سمي المعهد على اسم عالم الكيمياء الحيوية والمؤرخ جوزيف نيدام، الذي بدأ سلسلة العلوم والحضارة في الصين. المدير الحالي هو مي جيان جون، عالمة المعادن القديمة.
تأسست المنظمة باسم صندوق تاريخ العلوم في شرق آسيا في آب/أغسطس 1968. وفي حزيران/يونيه 1983، منح الأمناء لقب معهد نيدهام للأبحاث. أمناء المعهد هو مؤسسة خيرية مسجلة.
نشأ المعهد من مجموعة أبحاث نيدام، التي كانت في الأصل في غونفل وكلية كايوس، حيث كان ماجستير حتى تقاعده في عام 1976. بعد عدة تحركات، انتقلت إلى هيكلها الحالي الذي بني لهذا الغرض في كلية روبنسون في عام 1991. تم تصميم المبنى على الطراز الصيني، وقد وصفه المهندس المعماري بأنه «شرق أنجليان آسيا».
الدكتور جوزيف نيدهام ولد في لندن عام ١٩٠٠، عُرف بذكائه منذ الصغر، وذهب إلى أفضل المدارس والتحق بجامعة كامبريدج عام 1918. عند وفاته كان قد انتهي من تأليف 7 أجزاء من الكتاب الأشهر على الإطلاق«تاريخ العلوم والحضارة في الصين» الذي غير مفهوم علم الصينيات.

## قائمة مديرين
- جوزيف نيدام
- كريستوفر كولين [5](عالم صينيات)[6]

## روابط خارجية
- Needham Research Institute